# Joanna Going
Joanna C. Going (Washington D. C., 22 de julio de 1963) es una actriz estadounidense de cine y televisión.

## Primeros años
Going nació en Washington D. C., es la mayor de seis hijos de una familia formada por un abogado/asambleísta estatal y una madre despachadora de policía. Su padre era de ascendencia irlandesa y su madre de ascendencia italiana y francocanadiense. Se crio en Newport, Rhode Island.
Se graduó de Rogers High School en 1981. Asistió a Emerson College en Boston durante dos años y luego fue a la Academia estadounidense de Artes Dramáticas en Nueva York.

## Carrera
Going realizó varias apariciones en telenovelas en la década de 1980, siendo su actuación más notable la de Lisa Grady en Another World entre 1987 y 1989. Interpretó al personaje principal Victoria Winters en la serie Dark Shadows de 1991. Realizó papeles en otras series como Going to Extremes, Columbo, Spin City, The Outer Limits y Law & Order.
Going es conocida por interpretar roles románticos y dramáticos con una particular femineidad, ha actuado en numerosas películas. Hizo su debut cinematográfico en Wyatt Earp (1994) como la novia judía Josephine (Josie) Marcus, apareciendo también en producciones como Eden, Rumbo a Tulsa, Inventing the Abbotts y Still Breathing. Uno de sus roles más reconocidos fue el de la película Phantoms de 1998. 
En el nuevo milenio realizó papeles menores en series como CSI: Crime Scene Investigation, Criminal Minds y Mad Men. Actuó junto a Sean Penn en la película The Tree of Life de 2011. En 2014 tuvo un destacado papel en la serie de Netflix House of Cards. Fue incluida en el elenco de la serie Kingdom en 2014.

## Filmografía

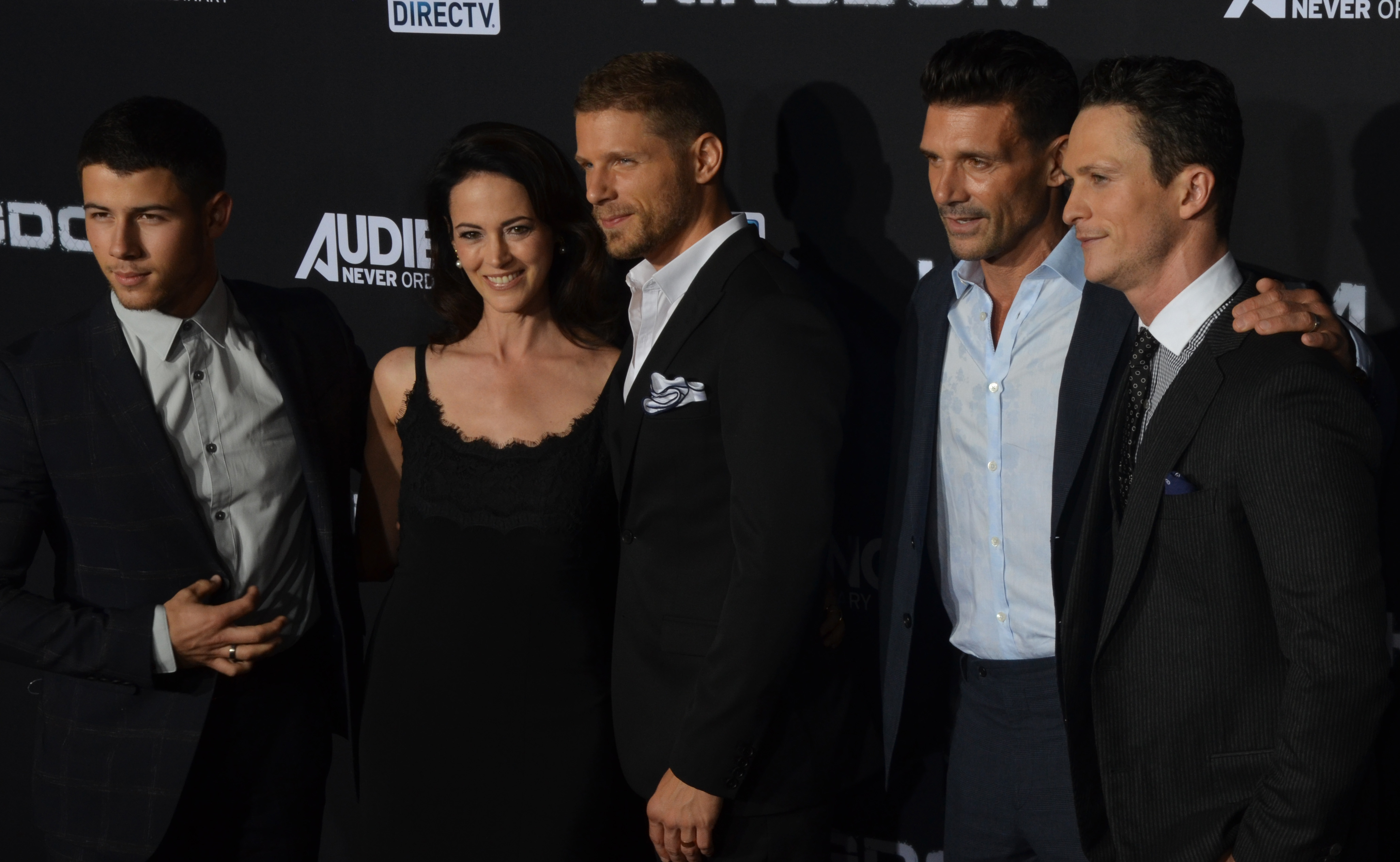
Nick Jonas, Going, Matt Lauria, Frank Grillo y Jonathan Tucker en el estreno de Kingdom en octubre de 2014.

### Cine y Series de TV
| Año  | Título                        | Rol                         | Notas                                          |
| ---- | ----------------------------- | --------------------------- | ---------------------------------------------- |
| 1992 | Sin Tiempo para Morir         | Melissa Alexandra           | Colombo.TV                                     |
| 1994 | Wyatt Earp                    | Josephine Shara Marcus Earp |                                                |
| 1995 | How to Make an American Quilt | Em                          |                                                |
| 1995 | Nixon                         | Estudiante                  |                                                |
| 1995 | Children of the Dust          | Rachel Maxwell              | Serie TV (Amor prohibido en tiempos de guerra) |
| 1996 | Eden                          | Helen Kunen                 |                                                |
| 1997 | Little City                   | Kate                        |                                                |
| 1997 | Inventing the Abbotts         | Alice Abbott                |                                                |
| 1997 | Rumbo a Tulsa                 | Cherry                      |                                                |
| 1997 | Commandments                  | Karen Warner                |                                                |
| 1997 | Still Breathing               | Rosalyn Willoughby          | (La chica de mis sueños) (Se enamoró de ella)  |
| 1998 | Phantoms                      | Jennifer Pailey             |                                                |
| 1998 | Heaven                        | Jennifer Marling            |                                                |
| 1998 | Blue Christmas                | Pretty Woman                |                                                |
| 1999 | NetForce                      | Toni Fiorelli               |                                                |
| 2000 | Cupid & Cate                  | Cynthia                     | Película para TV                               |
| 2001 | Lola                          | Sandra                      |                                                |
| 2002 | The Routine                   | Mother                      | Película para TV                               |
| 2002 | Home Alone 4                  | Natalie                     | Película para TV                               |
| 2003 | Runaway Jury                  | Celeste Wood                |                                                |
| 2006 | Save Me                       | Rita Lambert                |                                                |
| 2006 | My Silent Partner             | Phyllis Webber              |                                                |
| 2007 | McBride                       | Sarah Sinclair              |                                                |
| 2009 | Chasing a Dream               | Diane Stiles                |                                                |
| 2011 | The Tree of Life              | Esposa de Jack              |                                                |
| 2014 | Ready or Knot                 | Margo                       |                                                |
| 2014 | The Sphere and the Labyrinth  | Jordana                     |                                                |
| 2014 | Love and Mercy                | Audree Wilson               |                                                |